# Andrij Sybiha

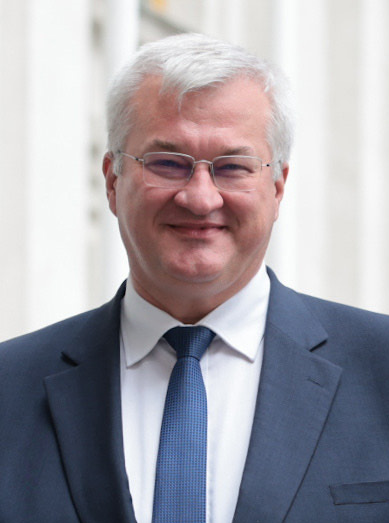
Andrij Sybiha (2024)

Andrij Iwanowytsch Sybiha (ukrainisch Андрій Іванович Сибіга; * 1. Januar 1975 in Sboriw) ist ein ukrainischer Diplomat, Jurist und seit September 2024 Außenminister der Ukraine.

## Leben
Andrij Sybiha wurde in Sboriw, Ternopil, geboren. Er erhielt 1997 seinen Abschluss in Internationalen Beziehungen an der Universität Lwiw. Sybiha spricht fließend Englisch und Polnisch.
Von 1997 bis 1998 war er stellvertretender, dritter und zweiter Sekretär in der Abteilung für Staats- und Rechtsfragen der Vertrags- und Rechtsabteilung des Außenministeriums der Ukraine.
Von 1998 bis 2002 war er als erster und zweiter Sekretär an der Botschaft der Ukraine in der Republik Polen tätig.
Im Zeitraum von 2002 bis 2003 arbeitete er als erster Sekretär in der Abteilung für rechtliche und humanitäre Zusammenarbeit des Europäischen Integrationsamtes des Außenministeriums der Ukraine.
Von 2003 bis 2005 leitete er die Abteilung für internationale rechtliche Zusammenarbeit in der Vertrags- und Rechtsabteilung des Außenministeriums der Ukraine.
Im Zeitraum von 2005 bis 2006 war er Leiter der Abteilung für Völkerrecht und Gesetzgebung im Bereich Außenpolitik der Abteilung für Vertragsrecht des Außenministeriums der Ukraine.
Von 2006 bis 2008 war er stellvertretender Direktor der Vertrags- und Rechtsabteilung des Außenministeriums der Ukraine.
Von 2008 bis 2012 arbeitete er als Gesandter an der Botschaft der Ukraine in der Republik Polen.
Von 2012 bis 2016 war er Direktor der Abteilung für konsularische Dienste des Außenministeriums der Ukraine.
Am 23. August 2016 wurde er zum Botschafter der Ukraine in der Republik Türkei ernannt. Am 19. Mai 2021 wurde er durch ein Dekret von Präsident Wolodymyr Selenskyj von seinem Amt entlassen.
Vom 31. Mai 2021 bis zum 12. April 2024 war er stellvertretender Leiter des Präsidialamtes der Ukraine. Seit dem 5. September 2024 ist er Außenminister der Ukraine.

## Auszeichnungen
- Verdienstorden, 2. Klasse